# Mauro Picasso
Mauro Picasso é um jogador de futebol italiano nascido em 16 de julho de 1965. Foi centrocampista.
Um dos times no qual atuou foi o Moncalieri, onde esteve nos anos de 2000 e 2001.